# William Sharman

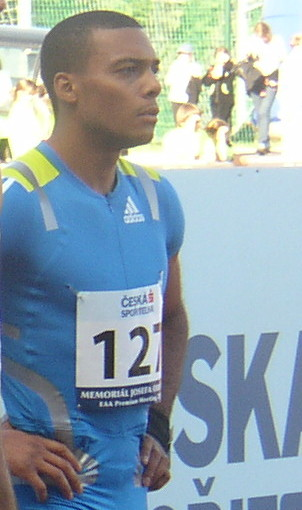
William Sharman, 2010

William Sharman (* 12. September 1984) ist ein britischer Hürdenläufer, der sich auf die 110-Meter-Distanz spezialisiert hat.
Bei den Europameisterschaften 2006 in Göteborg schied er im Vorlauf aus.
2009 wurde er Vierter bei den Weltmeisterschaften in Berlin. 2010 wurde er bei den Europameisterschaften in Barcelona im Halbfinale disqualifiziert. Bei den Commonwealth Games in Neu-Delhi gewann er für England startend Silber.
Bei den Weltmeisterschaften 2011 in Daegu und bei den Weltmeisterschaften 2013 in Moskau wurde er jeweils Fünfter.
2014 wurde er bei den Hallenweltmeisterschaften in Sopot Siebter über 60 Meter Hürden. Bei den Commonwealth Games in Glasgow und bei den Europameisterschaften in Zürich gewann er jeweils Silber, und beim Continental-Cup in Marrakesch wurde er Dritter.
Dreimal wurde er Britischer Meister über 110 Meter Hürden (2010, 2013, 2014) und einmal Britischer Hallenmeister über 60 Meter Hürden (2014).

## Persönliche Bestleistungen
- 60 m Hürden (Halle): 7,53 s, 9. März 2014, Sopot
- 110 m Hürden: 13,16 s, 14. August 2014, Zürich